# Louis Mbwôl-Mpasi
Louis Mbwôl-Mpasi OMI (Ipamu, 11 de fevereiro de 1931) é Bispo Sênior de Idiof.
Louis Mbwôl-Mpasi ingressou na Congregação dos Oblatos (OMI) e foi ordenado sacerdote em 26 de janeiro de 1962. 
Em 4 de junho de 1984, o Papa João Paulo II o nomeou bispo auxiliar de Isangi e bispo titular de Carcabia. O arcebispo de Kisangani, Augustin Fataki Alueke, consagrou-o bispo em 25 de novembro do mesmo ano; Os co-consagradores foram Lodewijk Antoon Jansen SMM, Bispo de Isangi, e Eugène Biletsi Onim, Bispo de Idiofa.
Em 1 de setembro de 1988 foi nomeado Bispo de Isangi. Em 20 de maio de 1997 foi nomeado Bispo de Idiofa. Em 31 de maio de 2006, o Papa Bento XVI aceitou seu pedido de demissão relacionado à idade.